# Camelia (película de 1954)
Camelia es una película drámatica mexicana de 1954, escrita y dirigida por Roberto Gavaldón y protagonizada por María Félix y Jorge Mistral. Está basada en la novela La dama de las camelias de Alejandro Dumas (hijo), coproducción de Gregorio Walerstein por medio de su compañía mexicana Filmes con el español Cesáreo González con su empresa Suevia Films. 

## Sinopsis
En la plaza de toros, el torero Rafael Torres brinda un toro a la famosa actriz mexicana Camelia y en el mismo  espectáculo es herido por el toro. Tal es el punto de partida de una relación romántica que, ambientada en el México de mediados del siglo XX sigue con libertad la trama de la obra de Alejandro Dumas. En las escenas de corridas de toros de la película se usaron filmaciones de diferentes toreros, especialmente de Alfonso Ramírez “El Calesero”, Carlos Arruza, Antonio Velásquez y, quizás, de Juanito Silveti.

## Reparto
- María Félix .... Camelia
- Jorge Mistral .... Rafael Torres
- Carlos Navarro .... Armando
- Ramón Gay .... Enrique Torres
- Renée Dumas .... Nancy
- Miguel Ángel Ferríz .... Dr. Del Real
- Fernando Casanova.... Amigo de Rafael
- Fanny Schiller ....  Doncella de Camelia

## Producción
Después de filmar en México Doña Diabla (1949) María Félix salió de México y había rumores que atribuían su decisión a desavenencias con la esposa del presidente de México Miguel Alemán Valdés originadas en su cercanía con la actriz. En esta etapa internacional la actriz trabajó en Italia, Argentina y España y, en esta última, -donde actuó para Suevia Films en varias películas, estaba proyectado iniciar el rodaje de Camelia a principios de 1952 -la participación del español Jorge Mistral como coprotagonista ya tenía el visto bueno de María Félix- pero se demoró el inicio y el 30 de noviembre de 1952 el mandato del presidente Alemán por lo que se trasladó la filmación a México, donde el 12 de enero de 1953 comenzó el rodaje.

## Críticas
Gustavo Arturo de Alba opinó que del filme:

”…melodrama desangelado, con una María Félix en sus poses características de devoradora, pero sin trasmitir mayor emoción, salvo, quizás, en el momento de la fiesta en el cortijo…Félix y Mistral, réplicas teóricas de Margarita Gautier y Armando Duval, han mantenido a lo largo de casi dos horas una relación bastante helada, pese a la abundancia de besos… La capacidad técnica del director Gavaldón se advierte en un largo y bien filmado travelling doble: el que permite ver en campo y contracampo como Félix se asoma a las ventanillas de un tren en busca de Mistral…La profesión de torero en el personaje de Rafael, se antoja más a un pretexto para poder alargar el filme, con un poco más de veinte a veinticinco minutos de stock shots, a que se justifique la actitud posesiva de Rafael, derivada de su quehacer.”